# Broadway Arizona
Broadway Arizona è un film muto del 1917 scritto e diretto da Lynn F. Reynolds che aveva come protagonista Olive Thomas.

## Trama
Mentre si trova in vacanza a New York, John Keyes, un ricco allevatore, si innamora di una stella della rivista, la famosa Fritzi Carlyle: il suo amore è così sincero che giunge a chiederle la mano. L'addetto stampa di Fritzi vede nella proposta di matrimonio di Keyes un'ottima occasione per fare pubblicità all'attrice e così le consiglia di accettare ma solo per chiedere subito dopo il divorzio. Con il cuore infranto, Keyes ritorna nel West senza Fritzi. Qualche tempo dopo, però, l'allevatore viene a sapere che la donna amata soffre di depressione. Keyes prende una decisione: parte per New York, rapisce Fritzi e riparte con lei per il West. L'aria e l'atmosfera dell'Arizona fanno miracoli e Fritzi, ben presto, ritrova la salute e il buonumore. Il suo agente, però, mette sulle sue tracce alcuni detective che scovano il rifugio dei due: quando stanno per arrestare Keyes per rapimento, Fritzi spiega che non si è trattato altro che di una trovata pubblicitaria e che adesso lei e il suo cowboy stanno per convolare a giuste nozze.

## Produzione
Il film fu prodotto dalla Triangle Film Corporation. Le scene in esterni furono girate a Big Bear Lake, in California.

## Distribuzione
Distribuito dalla Triangle Distributing, il film uscì nelle sale cinematografiche degli Stati Uniti il 30 settembre 1917.
Della pellicola, i cui diritti sono diventati di pubblico dominio, esistono diverse copie ancora esistenti, sia positivi che negativi, conservate al National Film and Sound Archive.